# Kayah (album 1991)
Kayah – album Kayah, wydany w 1991 roku.

## O albumie
Jest to angielska wersja albumu z 1988 roku o tym samym tytule. Zawiera dodatkowo dwa utwory instrumentalne. Wersję angielską nagrali Neil Black i Michał Gola, a wyprodukował Black. Piosenki napisali: John Porter, Neil Black i Dave Rainger. Na fortepianie zagrał Stanisław Sojka.
Album został pierwotnie wydany na płycie winylowej i kasecie, a także na płycie kompaktowej w niewielkim nakładzie. Po ogromnym sukcesie płyty Kayah i Bregović, 19 lipca 1999 roku ukazała się reedycja albumu Kayah, na płycie kompaktowej, ze zmienioną okładką i bez wersji instrumentalnych. Stało się to bez zgody wokalistki, która zdecydowanie dystansuje się od swoich wczesnych nagrań i rzadko wspomina o obu płytach.

## Lista utworów
1. "Intro" - 5:37
Muzyka – Neil Black
2. "Medicine" - 4:22
Muzyka/Słowa – John Porter
3. "Hot Town" - 3:44
Muzyka/Słowa – Neil Black, Dave Rainger
4. "Camera's Eyes" - 5:00
Muzyka/Słowa – Neil Black, Dave Rainger
5. "Melt You Down" - 3:34
Muzyka/Słowa – Neil Black, Dave Rainger
6. "Holy Stranger" - 5:37
Muzyka/Słowa – John Porter
7. "Cool About the Boy" - 5:03
Muzyka/Słowa – Neil Black, Dave Rainger
8. "Tough Enough" - 5:50
Muzyka/Słowa – John Porter
9. "Waiting All Day" - 4:00
Muzyka/Słowa – John Porter
10. "More Than Blood" - 4:42
Muzyka/Słowa – Neil Black, Dave Rainger
11. "Coda" - 6:08
Muzyka – Neil Black

## Twórcy
- Kayah - śpiew
- Andrzej Antolak - saksofon
- Andrzej Balsam - trąbka
- Anna Faber - harfa
- Dave Rainger - gitary
- Janusz Kobyliński - projekt graficzny
- Janusz Smyk - flet
- John Porter - chórki
- Maciej Lasota - projekt graficzny
- Neil Black - skrzypce
- Stanisław Sojka - fortepian
- Tim York - perkusja
- Renata Czarnota - chórki
- Zbigniew Brysiak - instrumenty perkusyjne